# トニ・フェルナンデス
トニ・フェルナンデス（Toni Fernández）ことアントニオ・フェルナンデス・カシーノ（Antonio Fernández Casino, 2008年7月15日 - ）は、スペイン・ルビー出身のサッカー選手。セグンダ・フェデラシオン・バルセロナB所属。ポジションはフォワード。
いとこのギジェ・フェルナンデスもサッカー選手である。

## クラブ経歴

### バルセロナ
2018年7月、エスパニョールの下部組織からバルセロナの下部組織に移籍した。
2024年9月7日、プリメーラ・フェデラシオン・オウレンセ戦でバルセロナB初ゴールを決め、最年少得点記録を更新した。
2025年1月4日、コパ・デル・レイ・バルバストロ戦でパブロ・トーレとの交代で途中出場し、トップチームデビューを果たした。

## タイトル

### クラブ
バルセロナ
- ラ・リーガ: 2024-25
- コパ・デル・レイ: 2024-25
- スーペルコパ・デ・エスパーニャ: 2025